# Рафиња (фудбалер, 1993)
Рафаел Алкантара до Насименто (порт. Rafael Alcântara do Nascimento; Сао Паоло, 12. фебруар 1993), познатији као Рафиња, бразилски је фудбалер. Игра на средини терена.

## Највећи успеси

### Барселона
- Првенство Шпаније (3) : 2014/15, 2015/16, 2018/19.
- Куп Шпаније (5) : 2011/12, 2014/15, 2015/16, 2016/17, 2017/18.
- Суперкуп Шпаније (2) : 2016, 2019.
- Лига шампиона (1) : 2014/15.
- УЕФА суперкуп (1) : 2015.
- Светско клупско првенство (1) : 2015.

### Пари Сен Жермен
- Лига 1 (1) : 2021/22.
- Куп Француске (1) : 2020/21.

### Репрезентација Бразила до 23
- Олимпијске игре (1) : 2016.